# Leaving of Liverpool
"(The) Leaving of Liverpool" (Roud 9435), også kendt som "Fare Thee Well, My Own True Love", er en folkesang. Folklorister har klassificeret den som en lyrisk klagesang, og den blev også brugt som en sømandsvise, særligt ved gangspillet. Den er velkendt i både Storbritannien, Irland og USA på trods af kun at være blevet indsamlet to gange fra amerikanerne Richard Maitland og kaptajn Patrick Tayluer. Den blev indsamlet fra begge sangere af William Main Doerflinger, der var en amerikansk folkemindesamler, der særligt var associeret med sømandsviser i New York. Sangens fortæller klager over sin lange sejlads til Californien og tanken om at forlade sine kære (især hans "store kærlighed"), men lover at vende tilbage til hende en dag.
"The Leaving of Liverpool" er blevet indspillet af mange populære folkemusikere og grupper siden 1950'erne. The Clancy Brothers and Tommy Makem fik et hit i top 10 i Irland i 1964 med deres udgave af sangen. Blandt andre notable indspilninger er The Dubliners og The Pogues.
Den danske folkemusikgruppe De Gyldne Løver har indspillet en dansk version med titlen "Farvel, min ven" i 1976 på albummet En omgang til.

## Indspilninger
En række kunstnere og grupper har indspillet sangen:
- Fiddler's Green (band) (2016)
- The Corries
- Ewan MacColl
- Roger Whittaker 1989
- Steve Tilston (2005) på albummet Of Many Hands - From The Tradition
- Louis Killen
- The Spinners (1966)
- The Dubliners på deres livealbums In Concert (1965), Live at the Albert Hall (1969) og Live At Vicar Street (2006)
- The Clancy Brothers og Tommy Makem, single i 1964 og på deres ablum The First Hurrah!
- The Seekers, single i 1965 og på deres album A World of Our Own (1965)
- The Pogues
- Emscherkurve 77 som "Komma hier bei uns im Ruhrpott hin" på tysk på deres Split Album med Hudson Falcons fra 2003
- Tommy Fleming,[4]
- Gaelic Storm, på deres selvbetitlede fra 1998
- Young Dubliners på albummet With All Due Respect - The Irish Sessions (2007)
- Patrick Clifford, på American Wake
- The High Kings, på albummet Memory Lane (2010)
- Marc Gunn & Jamie Haeuser påHow America Saved Irish Music
- Billy Brown (1974)
- Scaffold (1975)
- Pat Nelson
- The Roadrunners (1965)
- The Bill Rayner Four (1975)
- Shane MacGowan på Son of Rogues Gallery: Pirate Ballads, Sea Songs & Chanteys (2013)[5]
- The Fisherman's Friends på Sole Mates (2018)
- Nelson's Shantymen på Land and Sea (2020)
- The Longest Johns på Voyage